# 株主価値
株主価値（かぶぬしかち）とは、会社の事業価値から負債価値(他人資本の価値)を差し引いた残余を言う。一般に上場会社の時価総額を指して株主価値と言うことが多い。
事業価値がディスカウンテッド・キャッシュ・フロー法によって求められると仮定する場合には、「株主価値の向上」すなわち、会社の時価総額の拡大は、負債価値を最小化(有利子負債を極小化)する財務活動と、将来の営業キャッシュ・フロー見込額を上昇させる投資活動の2つの手法を通じて行われる。金融経済学（コーポレートファイナンス）は主に前者を論じ、経営論は主に後者を論じており、株主価値の持続的な拡張のためには、両者を経営陣が上手くコントロールすることが必要となる。